# Berdiche

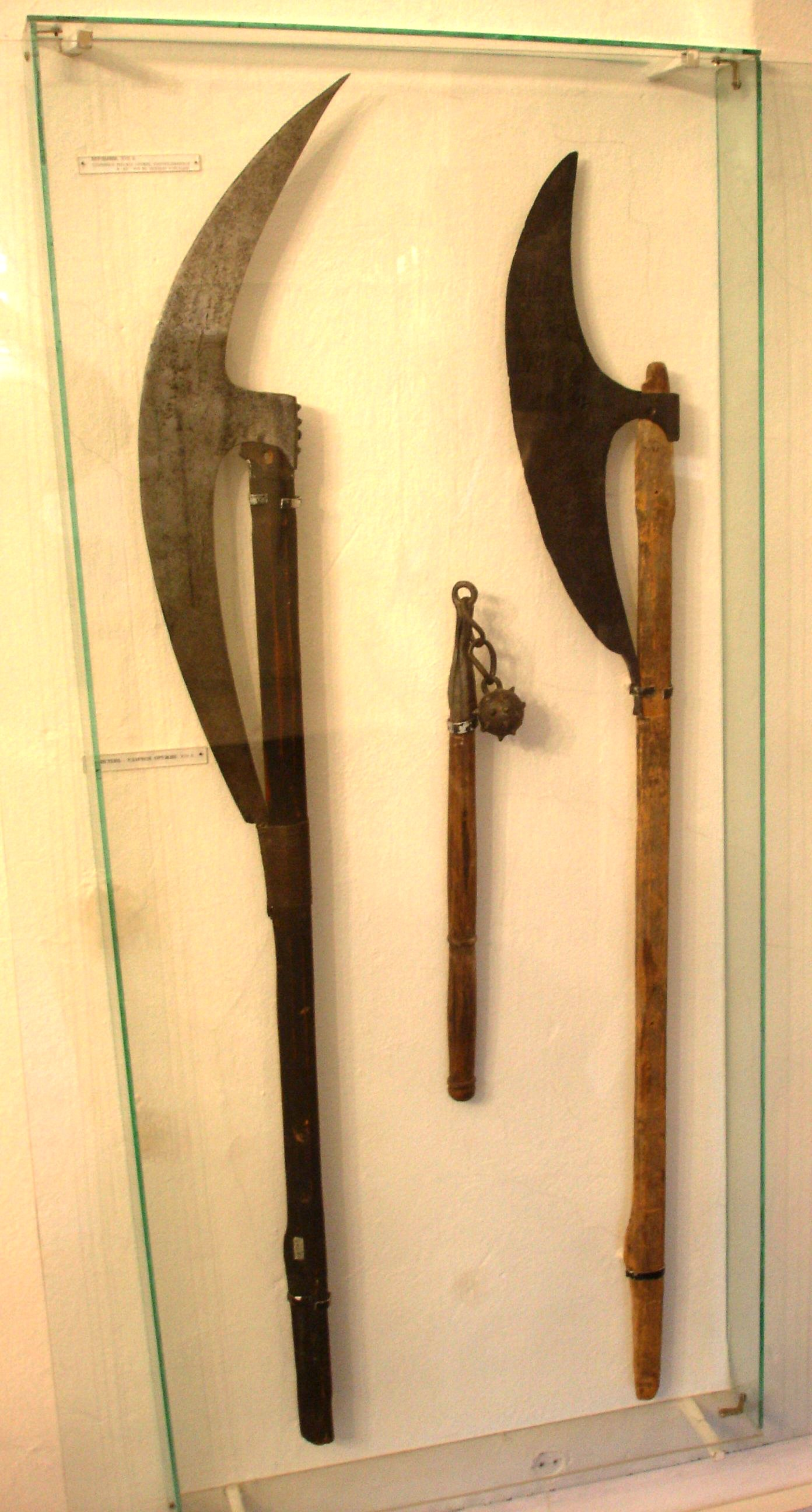
Dois exemplos de berdiche.

A berdiche é uma arma de haste corto-perfurante, usada na Europa de Leste, na Rússia e na Escandinávia, durante os séculos XIV e XVII, que se afigura a um machado de batalha bimanual de lâmina em forma de crescente.

## Etimologia
O termo provém da tradução de Бердыш, do russo (cirílico) ao alfabeto ocidental para «berdiche», que significa «machado largo».

## Feitio

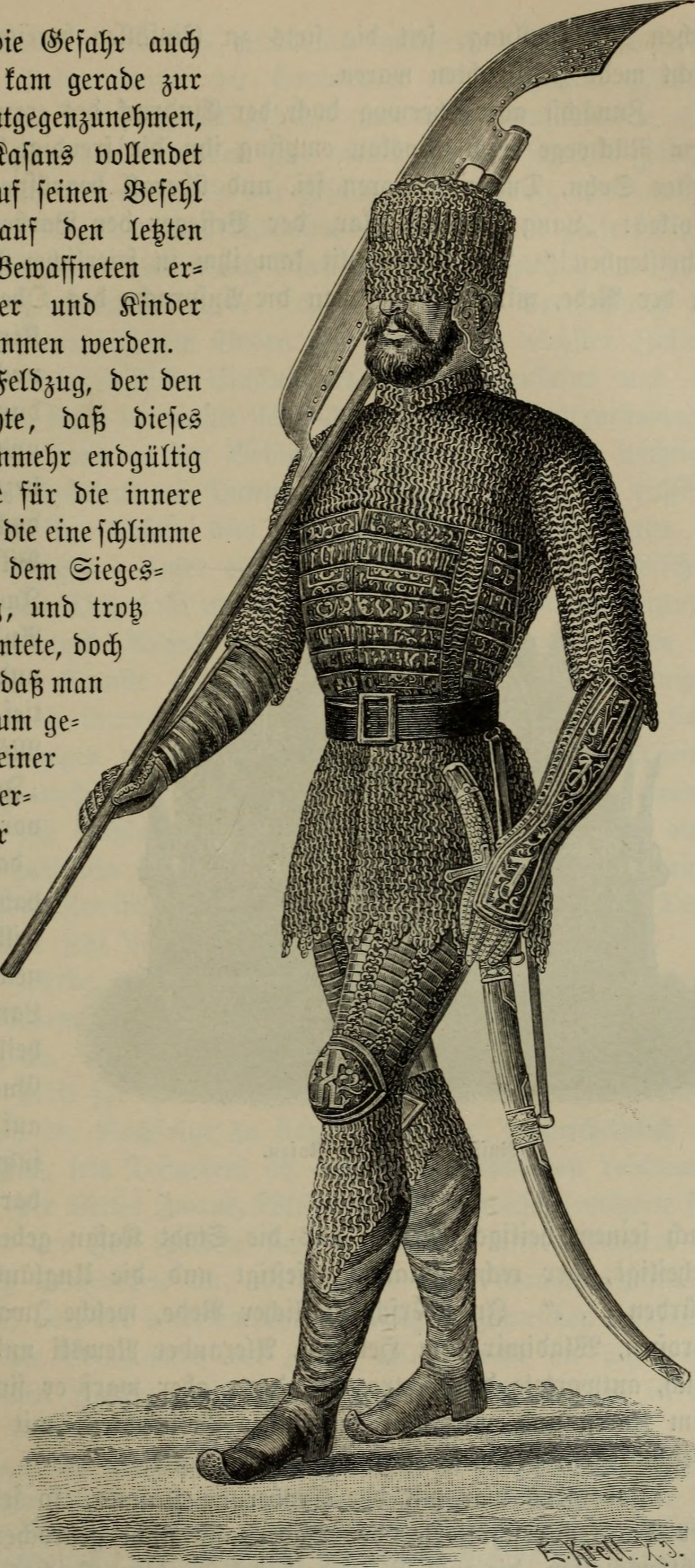
Ilustração de tropa de infantaria russa do séc. XVII com berdiche

A berdiche enquanto machado de guerra de duas mãos, é composta por uma haste que mede entre um metros e trinta e um metro e oitenta de comprido e uma lâmina de três quilos, com um comprimento na ordem dos 60 a 75 centímetros.  A lâmina encastrava-se na haste por meio de um ou dois encaixes, sitos a meio e na parte inferior da lâmina.

### Percursoras
A berdiche deriva provavelmente da Sparth, uma variante de grandes dimensões do machado dinamarquês.

### Armas semelhantes
A acha de Lochaber, uma variedade de machado de guerra, tradicional da Escócia e que também terá tido origem no machado de estilo dinamarquês, empunhado pelos vinquingues, é bastante parecido com a berdiche.
Por outro lado, a berdiche difere da alabarda, porque lhe falta a ponta de lança no topo e o gancho no verso da lâmina de machado.
Não deve ser confundido com a Naguinata apesar de ser semelhante.

## História
A rigorosa data da origem da berdiche é objecto de aturada discussão entre historiadores, sendo certo que há algum consenso no sentido de asserir que a divergência entre a berdicha e as sparths viquingues terá começado a fazer-se notar por torno do séc. XIV. Na Alta Idade Média, a berdiche tornou-se a arma de eleição da guarda-real dos jardins dos príncipes russos.
Durante o séc. XV, difundiu-se pela Áustria, pela Suécia e pelos territórios da comunidade Polaco-lituana, às mãos da infantaria pesada. Sendo que, durante o reinado de João III da Polónia terá surgido uma variante polaco-lituana de dimensões mais reduzidas.
A partir da 2.ª metade do séc. XVI, a berdiche assumiu-se como a arma de serviço, por excelência, da guarda palaciana russa, os streltsy de Ivan, o Terrível.
De um ponto de vista funcional, a berdiche além de oferecer um poder de cutilada significativo, no combate à queima-roupa, ainda se perfilava como arma perfuradora, passível de ser usada como uma lança, para impor distância sobre o adversário. Além disso, nas mãos dos mosqueteiros russos, também servia de apoio para nivelar, bornear os mosquetes, ao fazer pontaria.

A berdiche continuou a ser usada como arma auxiliar secundária, bem como arma cerimonial, pelos artilheiros de inúmeras nações da Europa de Leste, até ao advento do séc. XVIII.